# Hans-Dieter Raspe
Hans-Dieter Raspe (* 28. Dezember 1937 in Kühlungsborn) ist ein ehemaliger deutscher Funktionär der DDR-Blockpartei LDPD. Er war Vorsitzender des LDPD-Bezirksverbandes Rostock, stellvertretender Vorsitzender der Gesamtpartei und Abgeordneter der Volkskammer der DDR.

## Leben
Raspe, Sohn eines Landwirts, schloss die Oberschule 1956 mit dem Abitur ab. Er arbeitete zunächst als Krankenpfleger an der Medizinischen Poliklinik Rostock und studierte von 1957 bis 1960 Medizin und Physik an der Universität Rostock. 1961 wurde er Mitglied der LDPD und redaktioneller Mitarbeiter der Norddeutschen Zeitung. Von 1963 bis 1966 war er Politischer Mitarbeiter des LDPD-Bezirksvorstandes Rostock. 1966 wurde er zum hauptamtlichen stellvertretenden Vorsitzenden des LDPD-Bezirksverbandes gewählt. Im Fernstudium an der Fachschule für Journalistik in Leipzig erwarb er 1967 den Fachschulabschluss als Journalist. Von 1969 bis 1975 absolvierte er ein Fernstudium an der Humboldt-Universität zu Berlin mit dem Hochschulabschluss als Diplom-Jurist. 
Von 1964 bis 1975 war Raspe Mitglied des Sekretariats des Bezirksvorstandes Rostock der Gesellschaft für Deutsch-Sowjetische Freundschaft sowie von 1966 bis 1982 auch Mitglied des Sekretariats des Bezirksausschusses Rostock der Nationalen Front.
Raspe war zudem von 1971 bis 1984 Abgeordneter des Bezirkstages Rostock und seit 1981 Vorsitzender der Ständigen Kommission Erholungswesen des Bezirkstages. Im April 1982 wurde er auf dem 13. Parteitag zum Mitglied des Zentralvorstandes der LDPD und am 6. Mai 1982 im Beisein des Parteivorsitzenden Manfred Gerlach zum Vorsitzenden des LDPD-Bezirksverbandes Rostock gewählt. Am 19. Juni 1984 wurde er auf der 8. Sitzung des Zentralvorstandes zum Mitglied des Politischen Ausschusses und zum Sekretär des Zentralvorstandes gewählt. Am 11. April 1987 wurde Raspe auf dem 14. Parteitag zum stellvertretenden Vorsitzenden der LDPD gewählt. 
Von 1986 bis März 1990 war Raspe Abgeordneter der Volkskammer, Mitglied des Verfassungs- und Rechtsausschusses und Mitglied des Präsidiums der Volkskammer. Von Dezember 1989 bis März 1990 war er Vertreter der LDPD am Zentralen Runden Tisch. Von März bis August 1990 gehörte er dem Bund Freier Demokraten, danach der FDP an. Von April bis Oktober 1990 war Raspe gemeinsam mit Armin Behrendt geschäftsführendes Vorstandsmitglied der Gesellschaft für liberale Politik e. V. in Berlin. Danach wurde er von der Friedrich-Naumann-Stiftung übernommen und war 1991/92 Berater für Entwicklungspolitik der Friedrich-Naumann-Stiftung in Guatemala. Anschließend war er bis 2002 Berater in Jakarta. 2002 trat er aus der FDP aus.

## Auszeichnungen in der DDR
- Vaterländischer Verdienstorden in Bronze und in Silber
- Verdienstmedaille der DDR
- Ehrenmedaille der Nationalen Front
- Ehrennadel der Gesellschaft für Deutsch-Sowjetische Freundschaft in Gold